# 博尔曼环形山
博尔曼环形山（Borman）是月球背面位于巨大的阿波罗环形山内的一座大撞击坑，约形成于早雨海世，其名称取自1968年首次执行载人绕月飞行任务的阿波罗8号指令长，美国宇航局宇航员弗兰克·弗莱德里克·博尔曼（1928年－），1970年被国际天文学联合会批准接受。

## 描述

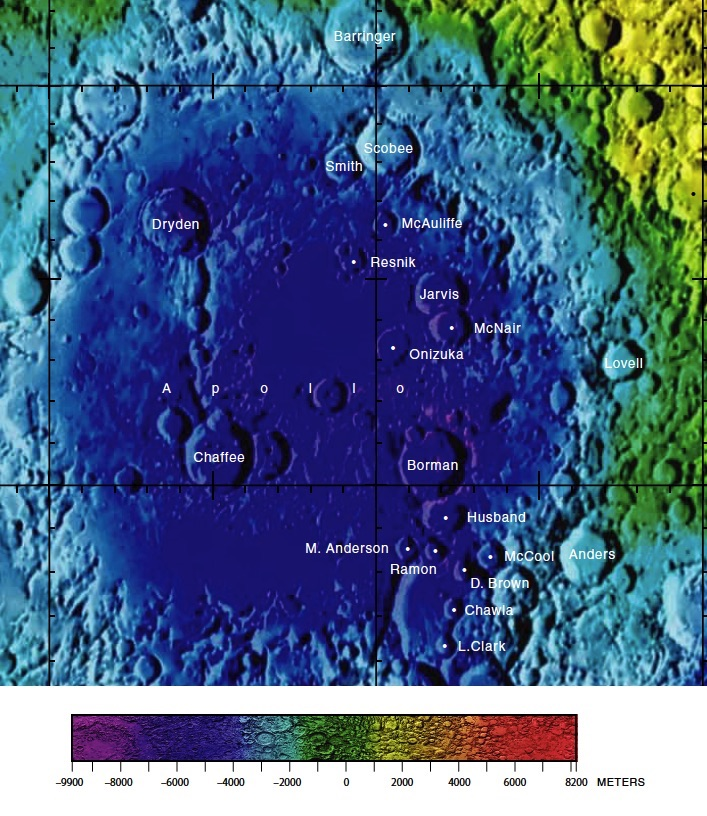
博尔曼环形山的周边，月球背面区域详图。

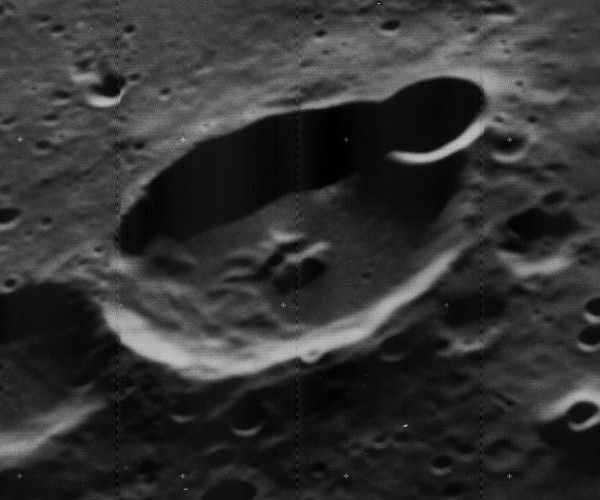
月球轨道器5号拍摄的斜视图

该陨坑横跨在阿波罗环形山山脊般的东南内环上，西侧毗邻查菲环形山、北面坐落了较小的鬼冢承次陨石坑和麦克内尔陨石坑、安德斯陨石坑位于它的东面、而它的南面则靠近赫斯本德陨石坑、迈·安德森陨石坑、拉蒙陨石坑、麦库尔陨石坑及大卫·布朗陨石坑等。
该陨坑中心月面坐标为39°04′S 148°15′W / 39.06°S 148.25°W，直径50.72公里，深度约2.36公里。

博尔曼环形山外观圆状，坑壁边沿峻峭，西北侧覆盖了一座小陨坑，而南侧壁则部分重叠在更古老、磨损更严重的赫斯本德陨石坑上。该环形山坑壁最大高出周边地形1130米，内部容积约2068立方千米。坑底表面除东南部外相对平坦，散布有大量细小的撞击坑，中心点附近矗立着一座高约1330米，由含80-85%斜长石的辉长-苏长-橄长斜长岩（GNTA2）构成的中央峰。

## 卫星陨石坑
按惯例，最靠近博尔曼环形山的卫星坑将在月图上以字母标注在它的中心点旁边。
| 博尔曼 | 纬度     | 经度     | 直径      |
| ------ | -------- | -------- | --------- |
| V      | 37.63° S | 151.4° W | 28.01公里 |

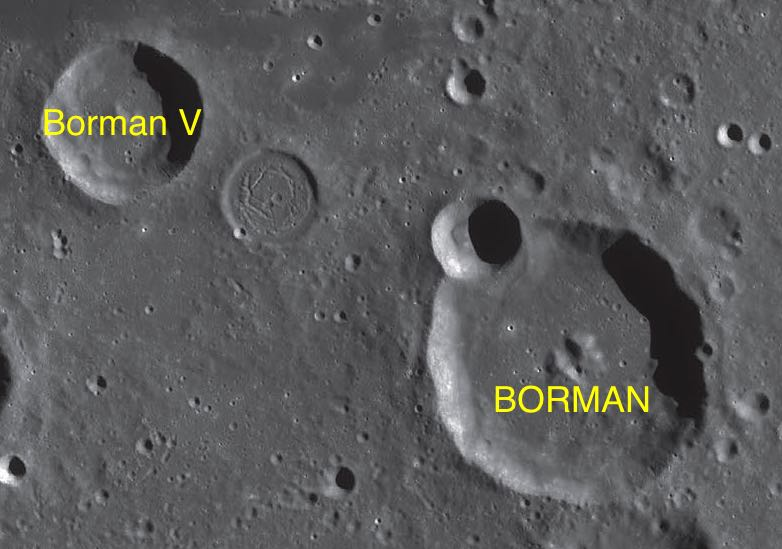
LAC-121 区域图

- 卫星坑“博尔曼 A”在1988年被更名为麦克内尔陨石坑；
- 卫星坑“博尔曼 L”在1988年被更名为赫斯本德陨石坑；
- 卫星坑“博尔曼 X”在1988年被更名为蕾斯尼克陨石坑；
- 卫星坑“博尔曼 Y”在1988年被更名为麦考利夫陨石坑；
- 卫星坑“博尔曼 Z”在1988年被更名为贾维斯陨石坑。

## 另请参阅
- Andersson, L. E.; Whitaker, E. A. . NASA RP-1097. 1982.
- Blue, Jennifer. . USGS. July 25, 2007  [2007-08-05]. （原始内容存档于2012-04-08）.
- Bussey, B.; Spudis, P. . New York: Cambridge University Press. 2004. ISBN 978-0-521-81528-4.
- Cocks, Elijah E.; Cocks, Josiah C. . Tudor Publishers. 1995. ISBN 978-0-936389-27-1.
- McDowell, Jonathan. . Jonathan's Space Report. July 15, 2007  [2007-10-24]. （原始内容存档于2012-05-26）.
- Menzel, D. H.; Minnaert, M.; Levin, B.; Dollfus, A.; Bell, B. . Space Science Reviews. 1971, 12 (2): 136–186. Bibcode:1971SSRv...12..136M. doi:10.1007/BF00171763.
- Moore, Patrick. . Sterling Publishing Co. 2001. ISBN 978-0-304-35469-6.
- Price, Fred W. . Cambridge University Press. 1988. ISBN 978-0-521-33500-3.
- Rükl, Antonín. . Kalmbach Books. 1990. ISBN 978-0-913135-17-4.
- Webb, Rev. T. W.  6th revised. Dover. 1962. ISBN 978-0-486-20917-3.
- Whitaker, Ewen A. . Cambridge University Press. 1999. ISBN 978-0-521-62248-6.
- Wlasuk, Peter T. . Springer. 2000. ISBN 978-1-85233-193-1.